# DTV Partizan Kreka
Društvo za tjelesni odgoj Partizan (boš. i srp. Društvo za tjelesno vaspitanje) je športsko-rekreacijsko društvo u Kreki. Bio je mjesto okupljanja mladeži iz Tuzle i Kreke. Bio je rasadnik mladih športaša. Bilo je športskih i drugih zabavnih sadržaja, okupljalište mladih, mjesto za druženje, športska natjecanja, treninge i dr. Zahvaljujući tome krečanski šport je bio na visokoj razini, kako na u BiH, tako i u cijeloj SFRJ tijekom šezdesetih i sedamdesetih godina 20. stoljeća. Vježbala se gimnastiku, mali nogomet, stolni tenis, rukomet, košarku, odbojku, streljaštvo, atletiku. Prvi susret sa športom mnogima je bio baš u ovom društvu. Rat je onemogućio normalan rad. Općina nije vratila objekta u stanje kakav je bio do "izuzimanja za ratne potrebe". Naredbom općinskog organa obrane iz 1995.g. izvršeno je izuzimanje zgrade u te svrhe, uz obvezu njegovog vraćanja u prijašnje stanje nakon korištenja. Prošlo je i dvadeset godina od rata i ništa se nije promijenilo na bolje. Ostao je jedini objekt koji nije obnovljen. Igralište je zapušteno, sve je zaraslo, zgrada je postala odlagalištem smeća i danas je u ruševnom stanju.